# Мадагаскарский синий голубь
Мадагаска́рский си́ний го́лубь (лат. Alectroenas madagascariensis) — птица из рода синих голубей семейства голубиных. Эндемик Мадагаскара.
Естественной средой обитания мадагаскарского синего голубя являются субтропические и тропические влажные леса, низменности и субтропические и тропические влажные горы.
Вид обитает на Мадагаскаре, площадь ареала составляет примерно 20 000 км². Несмотря на то, что численность голубей сокращается, они отнесены к видам, вызывающим наименьшие опасения.